# Champ du Feu
Champ du Feu este o arie protejată (sit de importanță comunitară — SCI) din Franța întinsă pe o suprafață de 169 ha, integral pe uscat.

## Localizare
Centrul sitului Champ du Feu este situat la coordonatele 48°24′00″N 7°15′48″E / 48.4°N 7.26333°E.

## Înființare
Situl Champ du Feu a fost declarat arie specială de conservare în baza directivei 92/43 din 1992 referitoare la conservarea habitatelor naturale și a faunei și florei sălbatice pentru a proteja 1 specie de animale.

## Biodiversitate
Situată în ecoregiunea continentală, aria protejată conține 14 habitate naturale: Turbării active, Mlaștini turboase de tranziție și turbării mișcătoare, Depresiuni pe substraturi de turbă de Rhynchosporion, Păduri acidofile de Picea de la nivel montan la nivel alpin (Vaccinio-Piceetea), Păduri de fag Asperulo-Fagetum, Fânețe montane, Păduri de fag Luzulo-Fagetum, Mlaștini împădurite, Formațiuni ierboase bogate în specii de Nardus, dezvoltate pe substraturi silicioase în zone montane (și în zone submontane, în Europa continentală), Pajiști cu Molinia pe soluri calcaroase, turboase sau argilos-nămoloase (Molinion caeruleae), Păduri de fag subalpine medio-europene cu Acer și Rumex arifolius, Mlaștini oligotrofe degradate, capabile încă de regenerare naturală, Liziere de ierburi înalte hidrofile de câmpie și de nivel montan până la alpin, Pajiști uscate europene.
La baza desemnării sitului se află o specie protejată de  mamifere: râs eurasiatic (Lynx lynx)
Pe lângă speciile protejate, pe teritoriul sitului au mai fost identificate 17 specii de plante, 10 specii de păsări, 1 specie de amfibieni, 19 specii de nevertebrate, 1 specie de reptile.